# Manchester United 9–0 Southampton
Manchester United 9–0 Southampton foi uma partida de futebol disputada no Old Trafford, em Manchester, no dia 2 de fevereiro de 2021, válida pela vigésima segunda rodada da Premier League de 2020–21. O resultado igualou o recorde de maior goleada em uma partida da história da Premier League, em conjunto com a própria goleada do United de 9–0 contra o Ipswich Town, em março de 1995, tambem jogando em casa, e a vitória do Leicester City por 9–0 sobre o próprio Southampton, em outubro de 2019, jogando fora de casa.
Oito jogadores diferentes marcaram pelo United (incluindo o gol contra de Bednarek), quebrando o recorde de todos os tempos da competição de diferentes marcadores de um único time em uma única partida, estabelecido quando sete jogadores do Chelsea marcaram na vitória de 8–0 sobre o Aston Villa, em dezembro de 2012. A partida é, em conjunto, a terceira partida com mais gols marcados da história da competição, com nove gols.

## Partida

### Sumário
Os gols foram marcados por Aaron Wan-Bissaka, Marcus Rashford, Jan Bednarek (gol contra), Edinson Cavani, Anthony Martial (2), Scott McTominay, Bruno Fernandes (pênalti) e Daniel James.
A partida terminou com o Southampton reduzido a nove jogadores; Alex Jankewitz foi expulso no segundo minuto de jogo e Bednarek, autor do gol contra, aos 86 minutos. O cartão vermelho de Jankewitz é apenas uma das quatro ocasiões em que um jogador foi expulso nos primeiros dois minutos de um jogo da Premier League.
Ambas as equipes tiveram gols anulados, tanto no primeiro como no segundo tempo; aos 43 minutos, o árbitro Mike Dean marcou um pênalti ao Manchester United, e Mason Greenwood iria marcar o pênalti, por uma falta sobre Edinson Cavani, mas o árbitro assistente de vídeo (VAR), Graham Scott, anulou a decisão porque a falta ocorreu fora da área de grande penalidade; aos 53 minutos, o gol de Ché Adams do Southampton foi anulado devido a um impedimento; o gol tinha sido inicialmente validado antes da intervenção do VAR. A partida estava 4–0 antes dos gols anulados.

### Detalhes
| 2 de fevereiro de 2021 | Manchester United | 9–0    | Southampton | Old Trafford, Manchester                     |
| 20:15 (GMT)            | Wan-Bissaka 18' · Rashford 25' · Jan Bednarek 34' (g.c.) · Cavani 39' · Martial 69', 90' · McTominay 71' · Fernandes 88' (pen.) · Daniel James 90+3' | Súmula |             | Público: 0 Árbitro: ING Mike Dean (Cheshire) |

| Manchester United | Southampton |

| GR                  | 1  | David de Gea      |     |     |
| LD                  | 29 | Aaron Wan-Bissaka |     |     |
| ZA                  | 2  | Victor Lindelöf   |     |     |
| ZA                  | 5  | Harry Maguire (c) | 52' |     |
| LE                  | 23 | Luke Shaw         |     | 45' |
| MC                  | 39 | Scott McTominay   |     |     |
| MC                  | 17 | Fred              |     |     |
| AD                  | 11 | Mason Greenwood   |     |     |
| MA                  | 18 | Bruno Fernandes   |     |     |
| AE                  | 10 | Marcus Rashford   |     | 60' |
| AT                  | 7  | Edinson Cavani    |     | 45' |
| Substitutos:        |    |                   |     |     |
| GR                  | 26 | Dean Henderson    |     |     |
| ZA                  | 3  | Eric Bailly       |     |     |
| LE                  | 27 | Alex Telles       |     |     |
| LE                  | 33 | Brandon Williams  |     |     |
| MC                  | 6  | Paul Pogba        |     |     |
| MC                  | 21 | Daniel James      |     | 60' |
| MD                  | 31 | Nemanja Matić     |     |     |
| MD                  | 34 | Donny van de Beek | 53' | 45' |
| AE                  | 9  | Anthony Martial   |     | 45' |
| Técnico:            |    |                   |     |     |
| Ole Gunnar Solskjær |    |                   |     |     |

| GR               | 1  | Alex McCarthy         |     |     |
| LD               | 31 | Kayne Ramsay          | 42' |     |
| ZA               | 35 | Jan Bednarek          | 86' |     |
| ZA               | 5  | Jack Stephens         | 45' |     |
| LE               | 3  | Ryan Bertrand         |     |     |
| MD               | 12 | Moussa Djenepo        |     | 78' |
| MC               | 8  | James Ward-Prowse (c) |     |     |
| MC               | 64 | Alex Jankewitz        | 2'  |     |
| ME               | 17 | Stuart Armstrong      | 89' |     |
| AT               | 10 | Ché Adams             |     |     |
| AT               | 9  | Danny Ings            |     | 70' |
| Substitutos:     |    |                       |     |     |
| GR               | 41 | Harry Lewis           |     |     |
| GR               | 44 | Fraser Forster        |     |     |
| ZA               | 62 | Allan Tchaptchet      |     | 78' |
| MC               | 11 | Nathan Redmond        |     | 70' |
| MC               | 47 | Will Ferry            |     |     |
| MC               | 52 | Ryan Finnigan         |     |     |
| MC               | 65 | Caleb Watts           |     |     |
| MC               | 72 | Kegs Chauke           |     |     |
| AT               | 40 | Dan N'Lundulu         |     |     |
| Técnico:         |    |                       |     |     |
| Ralph Hasenhüttl |    |                       |     |     |

| Melhor em campo - Bruno Fernandes (Manchester United) Árbitros auxiliares - Bandeirinhas: - Darren Cann (Norfolk) - Ian Hussin (Merseyside) - Quarto árbitro: - Lee Mason (Lancashire) - Árbitro assistente de vídeo (VAR): - Graham Scott (Berks & Bucks) - Assistente do VAR: - Stephen Child (Northamptonshire) | Regras da partida - 90 minutos - Sem prorrogação ou pênaltis - Nove substitutos nomeados, dos quais três podem ser usados |

## Repercussão
Foi a segunda vez na história da Premier League, desde o início da competição em 1992, que o Manchester United registrou uma vitória por 9–0; a primeira foi em 4 de março de 1995, contra o Ipswich Town. O único outro placar de 9–0 na história da competição também teve o Southampton no lado perdedor, tendo sido derrotado na temporada anterior em casa para o Leicester City, em 25 de outubro de 2019. Excluindo o gol contra de Jan Bednarek, o Manchester United teve sete jogadores que marcaram no jogo, igualando o recorde de mais jogadores que marcaram pelo mesmo time em uma única partida na história da Premier League, estabelecido pelo Chelsea na vitória de 8–0 sobre o Aston Villa, em 23 de dezembro de 2012.